# Via ferrata al Bivacco Bafile
La Via ferrata al Bivacco Bafile è una via ferrata posta sul massiccio del Gran Sasso d'Italia (Appennino abruzzese), sul versante meridionale del Corno Grande, nel territorio del comune di Isola del Gran Sasso (provincia di Teramo).

## Descrizione
Prende origine dalla Via normale al Gran Sasso, deviando a destra per la direttissima al Corno Grande, attraversando la Comba e raggiungendo infine il luogo dove, fino al 16 novembre 2024, era collocato il Bivacco Andrea Bafile. 